# اتحادیه بین‌المللی تعاون
اتحادیه بین‌المللی تعاون (به انگلیسی: International Co-operative Alliance) یا ICA یک انجمن بین‌المللی است که انواع سازمان‌های تعاونی را شامل می‌شود.
تشکیل اتحادیه بین‌المللی تعاون به صورت کنونی برای نخستین بار در سال ۱۸۶۶ میلادی توسط بلوز Belus فرانسوی پیشنهاد شد. این اتحادیه در ۱۸ آگوست ۱۸۹۵. م و در کنگره بین‌المللی تعاون در لندن تأسیس گردید. اداره مرکز این اتحادیه در شهر ژنو سویس واقع می‌باشد.
اعضای اتحادیه را سازمان‌های ملی و بین‌المللی تعاون در تمامی بخش‌ها از جمله کشاورزی، بانکداری، انرژی، صنعت، بیمه، ماهیگیری، تعاونی‌های مسکن، گردشگری و مصرف تشکیل می‌دهند. تا پایان سال ۲۰۰۲ میلادی، ایکا دارای ۲۳۶ سازمان عضو از ۹۳ کشور با مجموع تقریباً ۷۲۵ میلیون نفر را در سراسر جهان تحت پوشش قرار داده بود؛ که اکنون، این آمار به مرز ۸۰۰ میلیون نفر نیز برآورد می‌شود.
هدف اصلی ICA ارتقا و تقویت تعاونی‌های مستقل و همچنین تسهیل روند توسعه اقتصادی و اجتماعی اعضا در سراسر دنیا می‌باشد.
اتحادیه بین‌المللی تعاون بزرگترین نهاد بین‌المللی غیردولتی در جهان است که در برگیرنده حدود یک میلیارد نفر از ۹۶ کشور جهان است.